# Les Bordes (Indre)
Bordes – miejscowość i gmina we Francji, w Regionie Centralnym, w departamencie Indre.
Według danych na rok 1990 gminę zamieszkiwało 925 osób, a gęstość zaludnienia wynosiła 57 osób/km² (wśród 1842 gmin Regionu Centralnego Bordes plasuje się na 428. miejscu pod względem liczby ludności, natomiast pod względem powierzchni na miejscu 822.).